# Zsuzsánna Roșca
Zsuzsánna Roșca, născută Bonczos (n. 9 mai 1943, Salonta – d. 14. octombrie 2020, Cluj-Napoca) a fost un psiholog și psihoterapeut román de etnie maghiară din Transilvania, formatoare în psihodramă, supervizoare, profesoară.

## Biografie
A urmat liceul la Salonta și a absolvit cursurile Facultății de Istorie și Filosofie, specializarea filozofie-psihologie ale Universității Babeș–Bolyai din Cluj-Napoca în anul 1966. 
În perioada 1966–70 a îndeplinit funcția de director al căminului cultural din cartierul clujean Iris, iar între anii 1970–71  a lucrat ca redactor al rubricii de psihologie a revistei Dolgozó Nő (Femeia muncitoare).
Între 1971 și 1980 a fost psiholog școlar la Liceul nr. 11 (denumit ulterior Liceul de Matematică-Fizică nr. 3, în prezent Liceul Teoretic Báthory István). Între 1974–80 a condus practica pedagogică a studenților de la Facultatea de Psihologie din cadrul UBB. 
După desființarea cabinetelor de psiholog școlar, între anii 1980 și 2000 a predat științe socio-umane la Liceul Ady-Șincai și Liceul Teoretic Brassai Sámuel din Cluj-Napoca. În anul 1986 a obținut gradul didactic I. În anul 1993 a fost invitată să predea la Colegiul Unitarian din Cluj redeschis tocmai în 1993, după ce fusese naționalizat în timpul comunismului. Și-a continuat activitatea didactică în această instituție până în 2003.
În calitate de profesor și psiholog școlar a participat la cercetări inițiate de Catedra de Psihologie a Universității din Cluj și de Institutul de Cercetări Pedagogice, dar a realizat și anchete independente de psihologie școlară. Și-a înregistrat studiile de caz în jurnalul său de psiholog pe care l-a ținut din 1971, iar mai mult de o sută de extrase din acesta au fost publicate în revistele Dolgozó Nő (Femeia muncitoare), Családi Tükör (Oglinda familiei), A Hét (Săptămâna) și TETT (ACT).
În perioada 1996 și 2002 a fost cadru didactic asociat la Facultatea de Filologie a Universității Babeș-Bolyai, iar între 2001 și 2007 a deținut aceeași funcție la Facultatea de Psihologie. Din 1992 până în 2003 a coordonat din nou stagiul de practică al studenților de la Facultatea de Psihologie.
Din 1990 până în 2000 a urmat diverse cursuri postuniversitare, în cadrul cărora a studiat diferite metode de grup: terapia de familie, metoda Balint, dar mai ales psihodrama. În  aceasta din urmă s-a calificat ca psihoterapeut și formator, obținând diploma de absolvire în anul 1999, lucrarea ei având titlul Ambivalența la vârsta tânără și prelucrarea acesteia în grupa de autocunoaștere în grup de psihodramă. Activitate ei psihodramatică constă începând din 1996 în conducerea a numeroase grupuri de autocunoaștere, dezvoltarea personalității și grupuri tematice, acumulând aproximativ 2800 de ore. 
În cele două decenii care au urmat după 1990,  când a început să o preocupe metoda psihodramei, atât în perioada studierii metodei, cât și după absolvire a participat în mod constant la conferințe naționale și internaționale (la unele dintre ele susținând chiar workshop-uri), precum și la activități de formare profesională organizate la Cluj-Napoca de Societatea de Psichodramă J. L. Moreno din România,
având ca invitați lectori de renume internațional.

## Cursuri postuniversitare la care a participat (selecție)
Următoarele activități de formare postuniversitară au fost organizate la Cluj-Napoca de Societatea de Psihodramă J. L. Moreno (SPJLM).  
- 2007: Cursuri de psihodramă și monodramă. Conferențiar invitat: dr. med. Reinhard T. Krüger, Germania.
- 2008: Seminar de sociodramă. Conferențiar invitat: Friedel Geisler, Germania.
- 2008: Supervizare pentru formatori - curs. Conferențiar invitat: Ildikó Mävers,  Psychodrama Institut für Europa (PIfE), supervizor.
- 2009: "Samba Drama" – seminar teoretic pentru formatori. Conferențiar invitat: Zoltán Figusch, United Kingdom Council for Psychotherapy (UKCP).

## Membru în asociații profesionale
- Societatea de Psihodramă J. L. Moreno din România – membru fondator, vicepreședinte și membru în comisia profesională din 1999
- Psychodrama Institut für Europa (PIfE), din 2017 Psychodrama Association for Europe (PAfE), Germania, membru
- Societatea de Psihodramă din Ungaria, membru
- Asociația Balint din România, membru
- Federația Română de Psihoterapie , membru

## Bibiliografie
- Enciclopedia personalităților din România, Ediția a V-a, 2010, seria Hübners Who is Who, București, 2010, ISBN 978-3-7290-0093-3,  p. 1182.
- Romániai magyar irodalmi lexikon (Lexiconul literaturii maghiare din România). I–V., Editura Kriterion, București–Cluj-Napoca, 1981–2010.
- In memoriam Roșca Zsuzsa (Asociația Balint din România) Arhivat în 18 mai 2023, la Wayback Machine.